# Rivière du Rempart (miasto)
Riviere du Rempart – miasto na Mauritiusie, w dystrykcie Rivière du Rempart. Według danych szacunkowych na rok 2007 liczy 11 934 mieszkańców.